# Anathallis nanifolia
Anathallis nanifolia är en orkidéart som först beskrevs av Ernesto Foldats, och fick sitt nu gällande namn av Carlyle August Luer. Anathallis nanifolia ingår i släktet Anathallis och familjen orkidéer. Inga underarter finns listade i Catalogue of Life.